# بيت الفقية (أرحب)

تعديل مصدري - تعديل

بيت الفقية هي إحدى قرى عزلة عيال عبد الله بمديرية أرحب التابعة لمحافظة صنعاء، بلغ تعداد سكانها 211 نسمة حسب تعداد اليمن لعام 2004.